# 2 Pułk Strzelców Konnych (Cesarstwo Niemieckie)

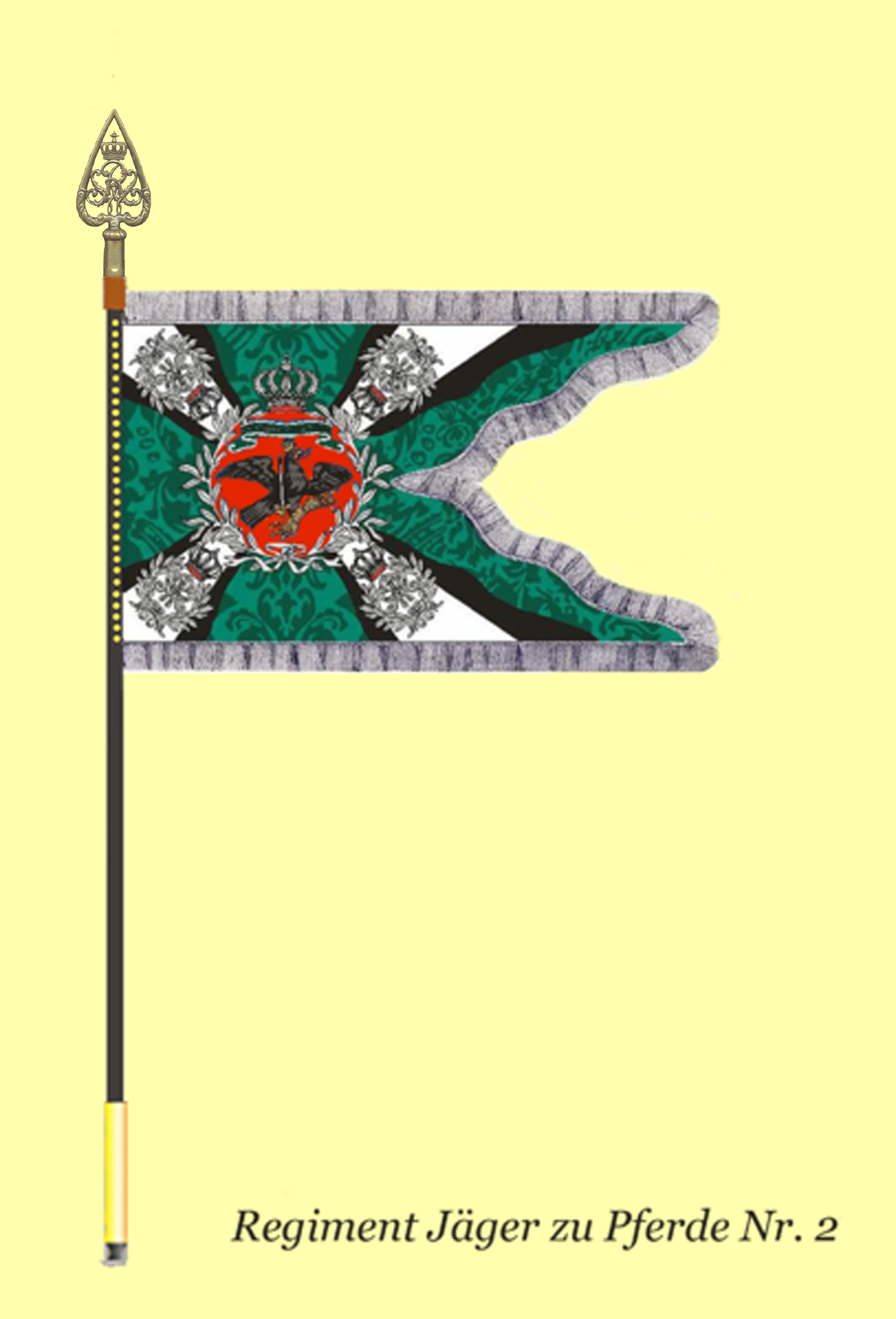
Sztandar pułku

2 pułk strzelców konnych (niem. Jäger-Regiment zu Pferde Nr. 2) – pułk kawalerii niemieckiej okresu Cesarstwa Niemieckiego.

## Charakterystyka
Pułk sformowany 1 października 1905. Stałym garnizonem tej jednostki była miejscowość Langensalza. Oddział wchodził w skład XI Korpusu Armijnego .

 Wiosną 1914 był w strukturze 38 Brygady Kawalerii z 38 Dywizji Piechoty.
- (1 wersja) W wyniku mobilizacji, w sierpniu 1914 pułk osiągnął gotowość bojową i w składzie 10 Dywizji Piechoty z V Korpusu Armijnego[4] został wysłany na front zachodni[5].
- (2 wersja) W wyniku mobilizacji, w sierpniu 1914 pułk osiągnął gotowość bojową i w składzie 38 Brygady Kawalerii z 8 Dywizji Kawalerii[6] został wysłany na front zachodni[5].

2 października 1916 oddział przeorganizowano w spieszony pułk kawalerii.

## Podporządkowanie
- XI Korpus Armijny – Kassel
  - 38 Królewsko-Pruska Dywizja Piechoty (38. kgl. Preußische Infanteriedivision) – Erfurt
    - 38 Królewsko-Pruska Brygada Kawalerii (38. kgl. Preußische Kavalleriebrigade) – Erfurt
      - 2 pułk strzelców konnych – Langensalza